# Дегуса
„Дегуса“ (Degussa, акроним за Deutsche Gold- und Silber-Scheide-Anstalt) е международна корпорация специализирана в химията със седалище в Дюселдорф. Дава работа на 45 000 сътрудници, оборотът и през 2004 е €11,2 млрд., оперативната печалба – €965 млн. Дегуса е третата по големина немска компания в областта на химията и световен лидер в производството на специални химикали.

## История
Дегуса е основана на 18 януари 1873 под името Deutsche Gold- und Silber-Scheideanstalt във Франкфурт на Майн. Неин предшественик е фирма за извличане на злато във Франкфурт, създадена 30 години преди това, и взета под аренда от Фридрих Рьослер (1813 — 1883), а после и преобразувана в частно дружество. След анексията на Франкфурт от Прусия през 1886 синовете на Рьослер изкупуват фирмата и я ръководят.
Повод за основаването на акционерното дружество е обединението на Германия през 1871, довело до въвеждането на единната немска валута: марката. По този начин монетите на отделните държави влезли в състава на Райха излизат от обращение. Появява се нуждата от големи капацитети за претопяване на монетите и извичене на ценните метали от тях. По-късно фирмата разширява полето си на дейност както върху други благородни метали, така и върху производството на химикали.
През 1990 г. в Дегуса работят 35 000 души и постига оборот от DM 13,925 млрд.
През 1999 г. „старата“ Дегуса се обединява с Хюлс (дъщерна фирма на VEBA), по този начин главен акционер в Дегуса става енергийният концерн VEBA. След обединението на VEBA и VIAG в E.On, Дегуса-Хюлс и дъщерната фирма на VIAG SKW Trostberg биват събрани в „новото“ акционерно дружество Дегуса. Седалището на фирмата е преместено в Дюселдорф.
През 2000 г. дяловете на фирмата, занимаващи се с ценни метали, са обособени в отделно дружество и са продадени на белгийския концерн Умикор. Така Дегуса се разделя с някогашния си предмет на дейност, който също дава и името на фирмата.
Дегуса е и една от основоположниците на фондацията на немските предприемачи. Др. Михаел Янсен, бивш мениджър на Дегуса, оглавява от 2000 до 2004 фондацията на немския парламент, занимаваща се с изплащането на компенсации на хора, принудени на робски труд в Германия по времето на националсоциализма.

## Производство на „Циклон Б“
Дегуса е свързана индиректно с производството на „Циклон Б“. Патентът за този силно отровен пестицид е издаден на името на Дегеш (Dеutsche Gesellschaft für Schädlingsbekämpfung). По това време Дегуса държи 42,5% от акциите на Дегеш. „Циклон Б“ е произвеждан в Десау, доставян на Дегеш, която от своя страна го доставя на трета фирма, снабдяваща концлагера Аушвиц с отровата. След войната директорите на Дегуса са оправдани по обвинението, че са знаели, какво е било истинското предназначение на „Циклон Б“. Историята отново става предмет на обсъждане през 2003 г. При строежа на паметника за избитите евреи в Берлин се оказва, че Дегуса доставя специалния защитен продукт против графити (PROTECTOSIL).
1. ↑  Degussa AG //   Посетен на 27 юли 2021 г.